# وله پلج
وله پلج (به لاتین: Vele Polje}} یک عوارض جغرافیایی در صربستان است که در شهرداری نیش واقع شده‌است.